# Majdan (rejon olewski)
Majdan (ukr. Майдан) – wieś na Ukrainie, w obwodzie żytomierskim, w rejonie olewskim. W 2001 roku liczyła 452 mieszkańców.